# تصفيات كأس العالم للكريكيت للسيدات 2011
تصفيات كأس العالم للكريكيت للسيدات 2011 هي بطولة ضمَّت عشر فرق أقيمت في بنغلاديش من 14 إلى 26 نوفمبر 2011 لتحديد المتأهلين الأربعة النهائيين إلى كأس العالم للكريكيت للسيدات 2013 [الإنجليزية]. بالإضافة إلى ذلك، فإن أفضل فريقين، باستثناء سريلانكا والهند الغربية، سيتأهلان إلى كأس العالم للكريكيت ذات العشرين ساعة للسيدات 2012.

## الجولة الأولى

### المجموعة أ
| الفريق                     | Pld | W | L | NR | Pts | صافي المعدل [الإنجليزية] |
| -------------------------- | --- | - | - | -- | --- | ------------------------ |
| جنوب إفريقيا               | 4   | 4 | 0 | 0  | 8   | +3.176                   |
| SL                         | 4   | 3 | 1 | 0  | 6   | +1.614                   |
| هولندا                     | 4   | 2 | 2 | 0  | 4   | –0.256                   |
| الولايات المتحدة           | 4   | 1 | 3 | 0  | 2   | –2.958                   |
| زيمبابوي                   | 4   | 0 | 4 | 0  | 0   | –2.669                   |
| آخر تحديث: 11 فبراير 2017. |     |   |   |    |     |                          |

| فازت نساء جنوب أفريقيا بفارق 6 نقاط ملعب فتح الله عثماني، فتح الله الحكام: Enamul Haque (بنغلاديش) و بوددي برادان [الإنجليزية] (نيبال) لاعب(ة) المباراة: صونيت لووبسر [الإنجليزية] (SA) |

- فازت نساء سريلانكا برمية العملة واختارت الضرب أولاً.
- برساداني ويراكودي [الإنجليزية] (SL) ظهرت لأول مرة في مباريات الكريكيت ذات اليوم الواحد للسيدات.
- كانت هذه أول مباراة كريكيت ذات يوم واحد للسيدات تُلعب في ملعب فتح الله عثماني.[2]
- صونيت لووبسر [الإنجليزية] أصبحت ثاني لاعبة كريكيت من جنوب أفريقيا تحقق خمس ويكيتات في مباراة كريكيت ذات يوم واحد للسيدات [الإنجليزية].[3]

| فازت نساء هولندا بفارق 6 ويكيتات ملعب بانغلاديش كريرا شيكها بروتيستان رقم 2 [الإنجليزية]، سافار الحكام: Nadir Shah (بنغلاديش) و لاكاني أوالا [الإنجليزية] (PNG) لاعب(ة) المباراة: كيرى آن-آن توملينسون [الإنجليزية] (هولندا) |

- فازت نساء زيمبابوي برمية العملة واختارت الضرب أولاً.

| فازت نساء سريلانكا بفارق 7 ويكيتات ملعب أسد البنغال للكريكت، دكا الحكام: Rob Bailey (إنجلترا) و ساريكا برساد [الإنجليزية] (سيريلانكا) لاعب(ة) المباراة: سواني دي ألويس [الإنجليزية] (سريلانكا) |

- فازت نساء هولندا برمية العملة واختارت الضرب أولاً.
- كيرى آن-آن توملينسون [الإنجليزية] (هولندا) ظهرت لأول مرة في مباريات الكريكيت ذات اليوم الواحد للسيدات.
- إجمالي الجولة الأولى لنساء هولندا البالغ 61 هو أدنى نتيجة لهم ضد نساء سريلانكا وسادس أدنى نتيجة على الإطلاق.[4][5]

| فازت نساء جنوب أفريقيا بفارق 198 نقاط ملعب بانغلاديش كريرا شيكها بروتيستان رقم 3 ‏، سافار الحكام: Nadir Shah (بنغلاديش) و Richard Smith (إيرلندا) لاعب(ة) المباراة: تريشا تشيتي [الإنجليزية] (SA) |

- فازت نساء جنوب أفريقيا برمية العملة واختارت الضرب أولاً.

| فازت نساء هولندا بفارق 225 نقاط ملعب فتح الله عثماني، فتح الله الحكام: ساريكا برساد [الإنجليزية] (سيريلانكا) و Richard Smith (إيرلندا) لاعب(ة) المباراة: ميرندا فيرينجماير [الإنجليزية] (هولندا) |

- فازت نساء هولندا برمية العملة واختارت الضرب أولاً.

| فازت نساء سريلانكا بفارق 7 ويكيتات ملعب بانغلاديش كريرا شيكها بروتيستان رقم 3 ‏، سافار الحكام: كاثي كروس [الإنجليزية] (نيوزيلندا) و Enamul Haque (بنغلاديش) لاعب(ة) المباراة: شاماني سينيفيراتني (سريلانكا) |

- فازت نساء سريلانكا برمية العملة واختارت اللعب.

| فازت نساء الولايات المتحدة بفارق 1 نقاط ملعب أسد البنغال للكريكت، دكا الحكام: Enamul Haque (بنغلاديش) و ساريكا برساد [الإنجليزية] (سيريلانكا) لاعب(ة) المباراة: شيباني بهسكار [الإنجليزية] (USA) |

- فازت نساء زيمبابوي برمية العملة واختارت اللعب.

| فازت نساء جنوب أفريقيا بفارق 233 نقاط ملعب بانغلاديش كريرا شيكها بروتيستان رقم 2 [الإنجليزية]، سافار لاعب(ة) المباراة: شابنيم إسماعيل [الإنجليزية] (SA) |

- فازت نساء جنوب أفريقيا برمية العملة واختارت الضرب أولاً.
- كانت هذه المباراة هي المباراة الـ800 في مباريات الكريكيت ذات اليوم الواحد للسيدات.
- شابنيم إسماعيل [الإنجليزية] بنتيجة 6/10 تُعد أفضل أرقام في الرمي  [لغات أخرى]‏ للرامية الجنوب أفريقية في مباراة كريكيت ذات يوم واحد للسيدات.[6]
- تسجيل نساء هولندا 36 نقاط هو ثالث أدنى نتيجة لهم في مباراة كريكيت ذات يوم واحد للسيدات.[7]

| فازت نساء جنوب أفريقيا بفارق 10 ويكيتات ملعب فتح الله عثماني، فتح الله الحكام: Rob Bailey (إنجلترا) و كاثي كروس [الإنجليزية] (نيوزيلندا) لاعب(ة) المباراة: صونيت لووبسر [الإنجليزية] (SA) |

- فازت نساء جنوب أفريقيا برمية العملة واختارت اللعب.
- نفذت جنوب أفريقيا التأهل لـ كأس العالم للكريكيت للسيدات 2013 [الإنجليزية] وكأس العالم للكريكيت ذات العشرين ساعة للسيدات 2012.[8]

### المجموعة ب
| الفريق                     | Pld | W | L | NR | Pts | صافي المعدل [الإنجليزية] |
| -------------------------- | --- | - | - | -- | --- | ------------------------ |
| الهند الغربية              | 4   | 4 | 0 | 0  | 8   | +2.617                   |
| باكستان                    | 4   | 3 | 1 | 0  | 6   | +1.776                   |
| بنغلاديش                   | 4   | 2 | 2 | 0  | 4   | –0.461                   |
| أيرلندا                    | 4   | 1 | 3 | 0  | 2   | –0.600                   |
| اليابان                    | 4   | 0 | 4 | 0  | 0   | –4.773                   |
| آخر تحديث: 11 فبراير 2017. |     |   |   |    |     |                          |

| فازت نساء باكستان بفارق 73 نقاط ملعب أسد البنغال للكريكت، دكا الحكام: Rob Bailey (إنجلترا) و Richard Smith (إيرلندا) لاعب(ة) المباراة: بيسماه ماروف [الإنجليزية] (باكستان) |

- فازت نساء باكستان برمية العملة واختارت الضرب أولاً.

| فازت نساء جزر الهند الغربية بفارق 213 نقاط ملعب بانغلاديش كريرا شيكها بروتيستان رقم 3 ‏، سافار الحكام: كاثي كروس [الإنجليزية] (نيوزيلندا) و ساريكا برساد [الإنجليزية] (سيريلانكا) لاعب(ة) المباراة: جوليانا نيرو [الإنجليزية] (جزر الهند الغربية) |

- فازت نساء أيرلندا برمية العملة واختارت اللعب.
- جوليانا نيرو [الإنجليزية] (جزر الهند الغربية) حققت أول مئة نقطة لها في مباراة كريكيت ذات يوم واحد للسيدات.[9]

| فازت نساء باكستان بفارق 8 ويكيتات ملعب فتح الله عثماني، فتح الله الحكام: Enamul Haque (بنغلاديش) و لاكاني أوالا [الإنجليزية] (PNG) لاعب(ة) المباراة: ساديا يوسوف [الإنجليزية] (باكستان) |

- فازت نساء أيرلندا برمية العملة واختارت الضرب أولاً.
- كاينات إمتياز [الإنجليزية] (باكستان) ظهرت لأول مرة في مباريات الكريكيت ذات اليوم الواحد للسيدات.

| فازت نساء بنغلاديش بفارق 10 ويكيتات ملعب بانغلاديش كريرا شيكها بروتيستان رقم 2 [الإنجليزية]، سافار الحكام: كاثي كروس [الإنجليزية] (نيوزيلندا) و بوددي برادان [الإنجليزية] (نيبال) لاعب(ة) المباراة: سلمى خاتون (بنغلاديش) |

- فازت نساء اليابان برمية العملة واختارت الضرب أولاً.

| فازت نساء أيرلندا بفارق 255 نقاط ملعب أسد البنغال للكريكت، دكا الحكام: Rob Bailey (إنجلترا) و لاكاني أوالا [الإنجليزية] (PNG) لاعب(ة) المباراة: إيمير ريتشاردسون [الإنجليزية] (أيرلندا) |

- فازت نساء اليابان برمية العملة واختارت اللعب.

| فازت نساء جزر الهند الغربية بفارق 8 ويكيتات ملعب بانغلاديش كريرا شيكها بروتيستان رقم 2 [الإنجليزية]، سافار الحكام: Nadir Shah (بنغلاديش) و بوددي برادان [الإنجليزية] (نيبال) لاعب(ة) المباراة: أنيسة محمد [الإنجليزية] (جزر الهند الغربية) |

- فازت نساء باكستان برمية العملة واختارت الضرب أولاً.
- أنيسة محمد [الإنجليزية] (جزر الهند الغربية) أصبحت أول رامية من جزر الهند الغربية تحقق ثلاث نتائج خمس ويكيتات في مباريات الكريكيت ذات اليوم الواحد للسيدات وثالث لاعبة بشكل عام.[10]

| فازت نساء جزر الهند الغربية بفارق 10 ويكيتات ملعب فتح الله عثماني، فتح الله الحكام: كاثي كروس [الإنجليزية] (نيوزيلندا) و Nadir Shah (بنغلاديش) لاعب(ة) المباراة: ستافاني تايلور [الإنجليزية] (جزر الهند الغربية) |

- فازت نساء اليابان برمية العملة واختارت الضرب أولاً.

| فازت نساء بنغلاديش بفارق 95 نقاط ملعب بانغلاديش كريرا شيكها بروتيستان رقم 3 ‏، سافار الحكام: Rob Bailey (إنجلترا) و بوددي برادان [الإنجليزية] (نيبال) لاعب(ة) المباراة: خديجة تول كوبرا [الإنجليزية] (بنغلاديش) |

- فازت نساء بنغلاديش برمية العملة واختارت الضرب أولاً.

| فازت نساء جزر الهند الغربية بفارق 80 نقاط ملعب أسد البنغال للكريكت، دكا الحكام: لاكاني أوالا [الإنجليزية] (PNG) و بوددي برادان [الإنجليزية] (نيبال) لاعب(ة) المباراة: شانيل دالي [الإنجليزية] (WI) |

- فازت نساء بنغلاديش برمية العملة واختارت اللعب.
- تأهلت نساء جزر الهند الغربية لـ كأس العالم للكريكيت للسيدات 2013 [الإنجليزية].[8]

| فازت نساء باكستان بفارق 246 نقاط ملعب بانغلاديش كريرا شيكها بروتيستان رقم 3 ‏، سافار الحكام: Enamul Haque (بنغلاديش) و Richard Smith (إيرلندا) لاعب(ة) المباراة: ساديا يوسوف [الإنجليزية] (باكستان) |

- فازت نساء باكستان برمية العملة واختارت الضرب أولاً.

## جولة خروج المغلوب
|  | ربع نهائي | ربع نهائي | ربع نهائي |  |  | نصف نهائي | نصف نهائي     | نصف نهائي |  |  | النهائي | النهائي       | النهائي |
|  |           |           |           |  |  |           |               |           |  |  |         |               |         |
|  |           |           |           |  |  | A1        | جنوب إفريقيا  | 180/9     |  |  |         |               |         |
|  | A3        | هولندا    | 84        |  |  | Q1        | باكستان       | 181/7     |  |  |         |               |         |
|  | B2        | باكستان   | 277/4     |  |  |           |               |           |  |  | S1      | باكستان       | 120     |
|  |           |           |           |  |  |           |               |           |  |  | S2      | الهند الغربية | 250/5   |
|  |           |           |           |  |  | Q2        | سريلانكا      | 177/7     |  |  |         |               |         |
|  | A2        | سريلانكا  | 101/4     |  |  | B1        | الهند الغربية | 235/5     |  |  |         |               |         |
|  | B3        | بنغلاديش  | 100       |  |  |           |               |           |  |  |         |               |         |

### ربع النهائي
| فازت نساء سريلانكا بفارق 6 ويكيتات ملعب أسد البنغال للكريكت، دكا الحكام: كاثي كروس [الإنجليزية] (نيوزيلندا) و Richard Smith (أيرلندا) لاعب(ة) المباراة: سلمى خاتون (بنغلاديش) |

- فازت نساء بنغلاديش برمية العملة واختارت الضرب أولاً.
- تأهلت نساء سريلانكا لـ كأس العالم للكريكيت للسيدات  [لغات أخرى]‏.[11]

| فازت نساء باكستان بفارق 193 نقاط ملعب فتح الله عثماني، فتح الله الحكام: Nadir Shah (بنغلاديش) و بوددي برادان [الإنجليزية] (نيبال) لاعب(ة) المباراة: بيسماه ماروف [الإنجليزية] (باكستان) |

- فازت نساء باكستان برمية العملة واختارت الضرب أولاً.
- تأهلت نساء باكستان لـ كأس العالم للكريكيت للسيدات  [لغات أخرى]‏ وكأس العالم للكريكيت ذات العشرين ساعة للسيدات.[11][12]

### نصف النهائي
| فازت نساء باكستان بفارق 3 ويكيتات ملعب أسد البنغال للكريكت، دكا الحكام: Nadir Shah (بنغلاديش) و ساريكا برساد [الإنجليزية] (سيريلانكا) لاعب(ة) المباراة: أسمافيا إقبال [الإنجليزية] (باكستان) |

- فازت نساء جنوب أفريقيا برمية العملة واختارت الضرب أولاً.

| فازت نساء جزر الهند الغربية بفارق 58 نقاط ملعب فتح الله عثماني، فتح الله الحكام: لاكاني أوالا [الإنجليزية] (PNG) و Richard Smith (أيرلندا) لاعب(ة) المباراة: ديندرا دوتين [الإنجليزية] (جزر الهند الغربية) |

- فازت نساء جزر الهند الغربية برمية العملة واختارت الضرب أولاً.
- أوشادي راناسينغه [الإنجليزية] (سريلانكا) ظهرت لأول مرة في مباريات الكريكيت ذات اليوم الواحد للسيدات.

### النهائي
| فازت جزر الهند الغربية بفارق 130 نقاط ملعب أسد البنغال للكريكت، دكا |

- فازت نساء جزر الهند الغربية برمية العملة واختارت الضرب أولاً.

## جولة التصنيف

### المركز التاسع
| فازت نساء اليابان بفارق 6 نقاط BKSP 2، ساور |

- فازت نساء زيمبابوي برمية العملة واختارت اللعب.

### تصفيات المركز 5–8
| فازت بنغلاديش بفارق 9 ويكيتات BKSP 2، ساور |

- فازت نساء الولايات المتحدة برمية العملة واختارت الضرب أولاً.
- حصلت نساء بنغلاديش على وضعية مباريات الكريكيت ذات اليوم الواحد نتيجة الفوز، وهي المرة الوحيدة حتى الآن في مسار التصفيات لـ كأس العالم للكريكيت للسيدات 2025 [الإنجليزية] التي تغيرت فيها وضعية مباريات الكريكيت ذات اليوم الواحد كنتيجة مباشرة من التصفيات.

| فازت أيرلندا بفارق 4 ويكيتات BKSP 2، ساور |

- فازت نساء هولندا برمية العملة واختارت الضرب أولاً.
- فقدت نساء هولندا وضعية مباريات الكريكيت ذات اليوم الواحد نتيجة الخسارة.

#### تصفيات المركز السابع
| فازت هولندا بفارق 126 نقاط BKSP 3، ساور |

- فازت نساء الولايات المتحدة برمية العملة واختارت اللعب.

#### تصفيات المركز الخامس
| فازت بنغلاديش بفارق 82 نقاط BKSP 2، ساور |

- فازت نساء بنغلاديش برمية العملة واختارت الضرب أولاً.
- أول مباراة كريكيت ذات يوم واحد لبنغلاديش.
- عائشة رحمان [الإنجليزية]، شارمين أختر [الإنجليزية]، فرجانا هوك [الإنجليزية]، سلمى خاتون، لata موندال [الإنجليزية]، رومانا أحمد [الإنجليزية]، شثيرا جاكير [الإنجليزية]، بانا غوش [الإنجليزية]، جهانارا علم [الإنجليزية]، سلطانا يسمن [الإنجليزية] وخديجة تول كوبرا [الإنجليزية] ظهرن لأول مرة في مباريات الكريكيت ذات اليوم الواحد للسيدات.

### تصفيات المركز الثالث
| فازت نساء سريلانكا بفارق 3 ويكيتات ملعب فتح الله عثماني، فتح الله |

- فازت نساء جنوب أفريقيا برمية العملة واختارت الضرب أولاً.

## االترتيب النهائي
| المركز | الفريق           | التأهل                                                                                           |
| ------ | ---------------- | ------------------------------------------------------------------------------------------------ |
| 1st    | الهند الغربية    | كأس العالم للكريكيت للسيدات 2013 [الإنجليزية]                                                    |
| 2nd    | باكستان          | كأس العالم للكريكيت للسيدات 2013 [الإنجليزية] وكأس العالم للكريكيت ذات العشرين ساعة للسيدات 2012 |
| 3rd    | سريلانكا         | كأس العالم للكريكيت للسيدات 2013 [الإنجليزية]                                                    |
| 4th    | جنوب إفريقيا     | كأس العالم للكريكيت للسيدات 2013 [الإنجليزية] وكأس العالم للكريكيت ذات العشرين ساعة للسيدات 2012 |
| 5th    | بنغلاديش         | وضعية مباريات الكريكيت ذات اليوم الواحد للسيدات                                                  |
| 6th    | أيرلندا          | وضعية مباريات الكريكيت ذات اليوم الواحد للسيدات                                                  |
| 7th    | هولندا           |                                                                                                  |
| 8th    | الولايات المتحدة |                                                                                                  |
| 9th    | اليابان          |                                                                                                  |
| 10th   | زيمبابوي         |                                                                                                  |

## روابط خارجية
- الصفحة الرئيسية للسلسلة على ESPNcricinfo